# Live in America (TransAtlantic)
Live in America is een live muziekalbum van de band TransAtlantic. Het is de registratie van het concert van 21 juni 2000 in Philadelphia uit een concertreeks ter promotie van het studioalbum SMPT:e.

## Bezetting
- Neal Morse – zang, toetsen
- Roine Stolt – gitaar, zang
- Pete Trewavas – basgitaar, zang
- Mike Portnoy – slagwerk,zang

## Tracklist

### CD 1
1. "All Of The Above" (Neal Morse/Roine Stolt/Mike Portnoy/Pete Trewavas) – 30:47
  1. "Full Moon Rising"
  2. "October Winds"
  3. "Camouflaged in Blue"
  4. "Half Alive"
  5. "Undying Love"
  6. "Full Moon (Reprise)"
2. Beatles Medley – 15:32
  1. "Mystery Train" (Morse/Stolt/Portnoy/Trewavas)
  2. "Magical Mystery Tour" (John Lennon/Paul McCartney)
  3. "Strawberry Fields Forever" (Lennon/McCartney)
3. "We All Need Some Light" (Morse) – 6:51

### CD2
1. Genesis Medley – 10:47
  - "Watcher of the Skies" (Peter Gabriel/Tony Banks/Steve Hackett/Mike Rutherford/Phil Collins)
  - "Firth of Fifth" (Gabriel/Banks/Hackett/Rutherford/Collins)
2. "My New World" (Morse/Stolt/Portnoy/Trewavas) – 16:51
3. Final Medley – 19:10
  1. "There Is More To This World" (Stolt)
  2. "Go The Way You Go" (Morse)
  3. "The Great Escape" (Trewavas/Steve Hogarth/Ian Mosley/Mark Kelly/Steve Rothery/John Helmer) (Marillion)
  4. "Finally Free" (Portnoy/James LaBrie/John Petrucci/John Myung/Jordan Rudess)
  5. "She's So Heavy" (Lennon/McCartney)

In 2006 verscheen een Dvd onder de titel Building the bridge/ Live in America alleen voor de Verenigde Staten en Canada, het is een opname van hetzelfde concert.